# Ферланд (Оклахома)
Ферланд (енгл. Fairland) град је у америчкој савезној држави Оклахома.

## Демографија
По попису из 2010. године број становника је 1.057, што је 32 (3,1%) становника више него 2000. године.
| Група             | 2000.       | 2010.       |
| Белци             | 731 (71,3%) | 697 (65,9%) |
| Афроамериканци    | 2 (0,2%)    | 2 (0,2%)    |
| Азијати           | 0 (0,0%)    | 1 (0,1%)    |
| Хиспаноамериканци | 9 (0,9%)    | 21 (2,0%)   |
| Укупно            | 1.025       | 1.057       |